# جيمي أوغستسون
جيمي أوغستسون (بالسويدية: Jimmie Augustsson)‏ هو لاعب كرة قدم سويدي في مركز الوسط، ولد في 13 أبريل 1981 في Tyringe ‏ في السويد. لعب مع نادي آسيريسكا ونادي كالمار.

## وصلات خارجية
- جيمي أوغستسون على موقع اتحاد السويد (السويدية)
- جيمي أوغستسون على موقع قاعدة بيانات كرة القدم.إي يو (الإنجليزية)